# Арефьев, Вячеслав Павлович
Вячеслав Павлович Арефьев (29 августа 1926 года, Могилёв — 26 декабря 2014 года, Санкт-Петербург) — советский, российский учёный, инженер и главный конструктор, специалист в области гироскопической техники ракетно-космических комплексов, организатор многих НИОКР.

## Биография
Вячеслав Павлович Арефьев родился 29 августа 1926 года в городе Могилёве Белорусской ССР.
Образование:
- В 1949 г. закончил ЛЭТИ им. В. И. Ульянова (Ленина) по специальности «Приборы гироскопической стабилизации».

Работа:
- 1949—1966 г.г. НИИ-49 (в должностях: инженер, старший инженер, ведущий инженер, заместитель начальника лаборатории, начальника лаборатории, заместителя начальника отдела, заместителя главного инженера по научной работе, заместителя главного инженера — начальника отделения) — главный конструктор командных приборов для ракетной техники.

НИИ-49 Государственного комитета Совета Министров СССР по судостроению.
- 1966—1967 г.г. ЦНИИ «Электроприбор» — главный инженер комплекса.
- 1967—2008 г.г. Научно-исследовательский институт командных приборов — директор и главный конструктор.
- В 2008 года — вышел на пенсию, при этом продолжил активную научно-конструкторскую деятельность.

В. П. Арефьев является автором научных работ по разработке и созданию гиросистем, методикам их испытаний, принципам действия. 
Совместно работал с С. П. Королёвым. 
Он первым в СССР разработал трёхосный инерциальный гиростабилизатор ракетного комплекса (1961 г.). 
На первом в мире пилотируемом космическом корабле «Восход» пилотируемым Ю. А. Гагариным были установлены и успешно отработали приборы, созданные под руководством В. П. Арефьева.
Также под его руководством были созданы впервые в мире:
- акселерометры с бесконтактным подвесом чувствительного элемента в потоке газа,
- гироинтеграторы,
- датчики угловой скорости,
- двухстепенные гироблоки.

Также занимался разработкой:
- комплексов командных приборов с астрокоррекцией,
- методами полной астрокоррекции положения несущей платформы космического аппарата,
- и др.

## Награды

### Удостоен званий
- Герой Социалистического Труда (1961 г.)
- Лауреат Ленинской премии (1959 г.)
- Лауреат Государственной премии (1978 г.),
- Заслуженный машиностроитель Российской Федерации (1995 г.),
- Лауреат премии Правительства РФ. за 2002 год (18.02.2003)
- Премия имени В. П. Макеева.
- Премия имени Н. Н. Острякова (1960 г.).
- Почётный член Академии навигации и управления движением (1995 г.).

### Награжден орденами
- Ленина,  (17.06.1961)
- Октябрьской Революции, (25.09.1984)
- Трудового Красного Знамени (26.04.1971)

и медалями. 